# UFC 261
UFC 261: Usman vs. Masvidal 2 fue un evento de artes marciales mixtas producido por Ultimate Fighting Championship que tuvo lugar el 24 de abril de 2021 en el Jacksonville Veterans Memorial Arena en Jacksonville, Florida, Estados Unidos.

## Antecedentes
La promoción había planeado inicialmente celebrar el evento en Singapur. Sin embargo, las negociaciones con el gobierno de Singapur se frustraron por los protocolos de COVID-19 y la promoción se dirigió inicialmente a su sede de Las Vegas. El 15 de marzo, el presidente de la UFC, Dana White, anunció que el evento se trasladaría a Jacksonville, Florida, con un aforo completo de 15000 aficionados, lo que supondría la primera vez desde el UFC 248 de marzo de 2020 que se dispondría de un aforo completo (la UFC organizó un trío de eventos en Abu Dabi en enero con un número limitado de aficionados). Jacksonville también acogió los primeros combates de la UFC tras el inicio de la pandemia de COVID-19 en mayo de 2020, antes de que la organización empezara a celebrar eventos en Las Vegas y Abu Dabi.
La revancha por Campeonato de Peso Wélter de la UFC entre el actual campeón Kamaru Usman (también ganador de The Ultimate Fighter: American Top Team vs. Blackzilians) y Jorge Masvidal encabezó el evento. Ya se habían enfrentado en UFC 251, donde Usman defendió su título por decisión unánime.
El combate por el Campeonato Femenino de Peso Paja de la UFC entre la actual campeona, Weili Zhang, y la ex campeona, Rose Namajunas, fue el evento coestelar de la noche.
Un combate por el Campeonato Femenino de Peso Mosca de la UFC entre la actual campeona Valentina Shevchenko y la excampeona de peso paja, Jéssica Andrade completó la tríada de combates titulares.
Se esperaba esperaba una revancha de peso mediano entre el exCampeón de Peso Mediano de la UFC Chris Weidman y Uriah Hall tuviera lugar en UFC 258 en febrero. Se enfrentaron previamente en septiembre de 2010 en un evento de Ring of Combat por el título de peso mediano de la organización, Weidman ganó por TKO. Sin embargo, Weidman fue retirado de ese evento a finales de enero debido a una prueba positiva de COVID-19. La pelea se reprogramo para este evento.
Se esperaba que Johnny Walker se enfrentara a Jimmy Crute en un combate de peso semipesado. Sin embargo, Walker se retiró debido a una lesión y fue sustituido por Anthony Smith.
Se esperaba que Randy Brown y Alex Oliveira se enfrentaran en un combate de peso wélter en UFC Fight Night: Rozenstruik vs. Gane, pero Brown se retiró por razones no reveladas. Al final se enfrentaron en este evento.
En el evento se esperaba un combate de peso gallo entre Mark Striegl y Johnny Muñoz. Sin embargo, Striegl fue retirado del combate el 24 de marzo por razones no reveladas y sustituido por Jamey Simmons. A su vez, Simmons también se retiró el 8 de abril por razones no reveladas. Como resultado, Muñoz también fue retirado de la cartelera y será reprogramado para un evento futuro.

## Resultados
1. ↑  Por el Campeonato de Peso Wélter de UFC.
2. ↑  Por el Campeonato de Peso Paja Femenino de UFC.
3. ↑  Por el Campeonato de Peso Mosca Femenino de UFC.

## Premios de bonificación
Los siguientes luchadores recibieron bonificaciones de $50000 dólares.
- Pelea de la Noche: Jeff Molina vs. Qileng Aori
- Actuación de la Noche: Kamaru Usman y Rose Namajunas